# 布爾洪卡

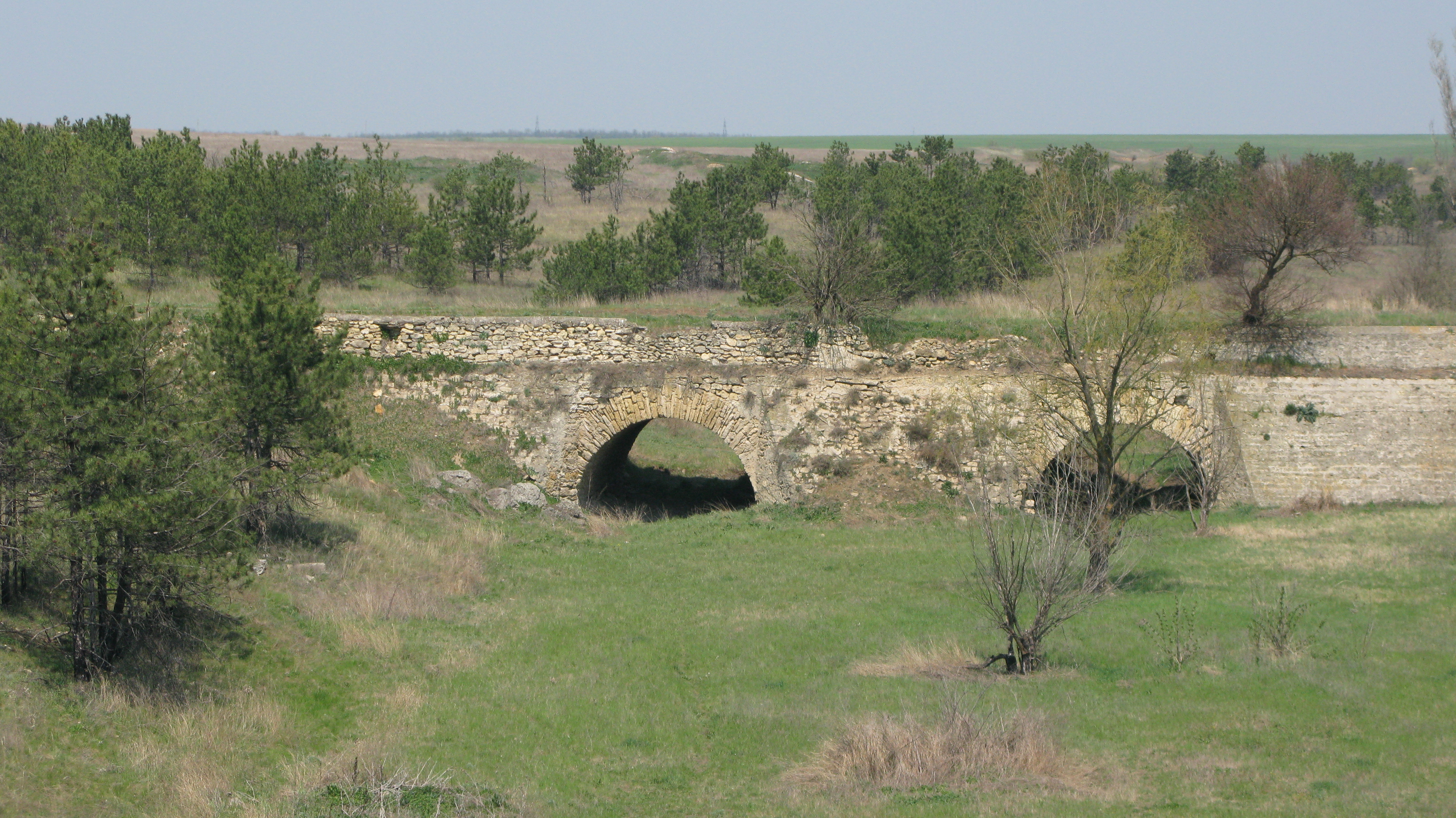
建于18世纪的拱桥

布爾洪卡（烏克蘭語：Бургунка），是烏克蘭南部赫爾松州贝里斯拉夫区佳亨卡市镇内的村落。面積51.4平方公里，海拔高度31米，2001年人口1,159，人口密度每平方公里22.5人。